# Мачковац (Лопаре)
Мачковац је насељено мјесто у општини Лопаре, Република Српска, БиХ. Према попису становништва из 1991. у насељу је живјело 409 становника.
Овдје се налази Црква Рођења Пресвете Богородице у Мачковцу.

## Становништво
Према попису становништва из 1991. године, мјесто је имало 409 становника.
| Демографија- | Демографија- | Демографија- |
| Година       | Становника   | Становника   |
| ------------ | ------------ | ------------ |
| 1948.        | 2.219        |              |
| 1953.        | 0            |              |
| 1961.        | 459          |              |
| 1971.        | 435          |              |
| 1981.        | 446          |              |
| 1991.        | 411          |              |